# Endolimacidae
Famille
Les Endolimacidae sont une famille  d'amibes de l'ordre des Mastigamoebida (Classe des Archamoebea et Embranchement des Amoebozoa).

## Étymologie
Le nom de la famille vient du genre type Endolimax, composé du préfixe endo- « dedans, à l'intérieur », et du suffixe latin ‑limax « limace », littéralement « limace (vivant) à l'intérieur ».
Par ailleurs le nom de genre Entamoeba, dérive du grec έυδου / éydou ou έυρέσ / éyrés « à l'intérieur », et ἀμοιβή / amoibè « changement », littéralement « amibe (vivant) à l'intérieur », en référence au caractère parasitaire de ces amibes.

## Description
Les Endolimacidae sont des amibes monopodiales amitochondriales aplaties avec des pseudopodes éruptifs. Ils sont dépourvus de cils, de centrioles, de vacuoles contractiles ou de cristaux intracellulaires.

## Galerie
- Quelques espèces d'Entamoeba ou Endamoeba

Quelques espèces dEntamoeba ou Endamoeba
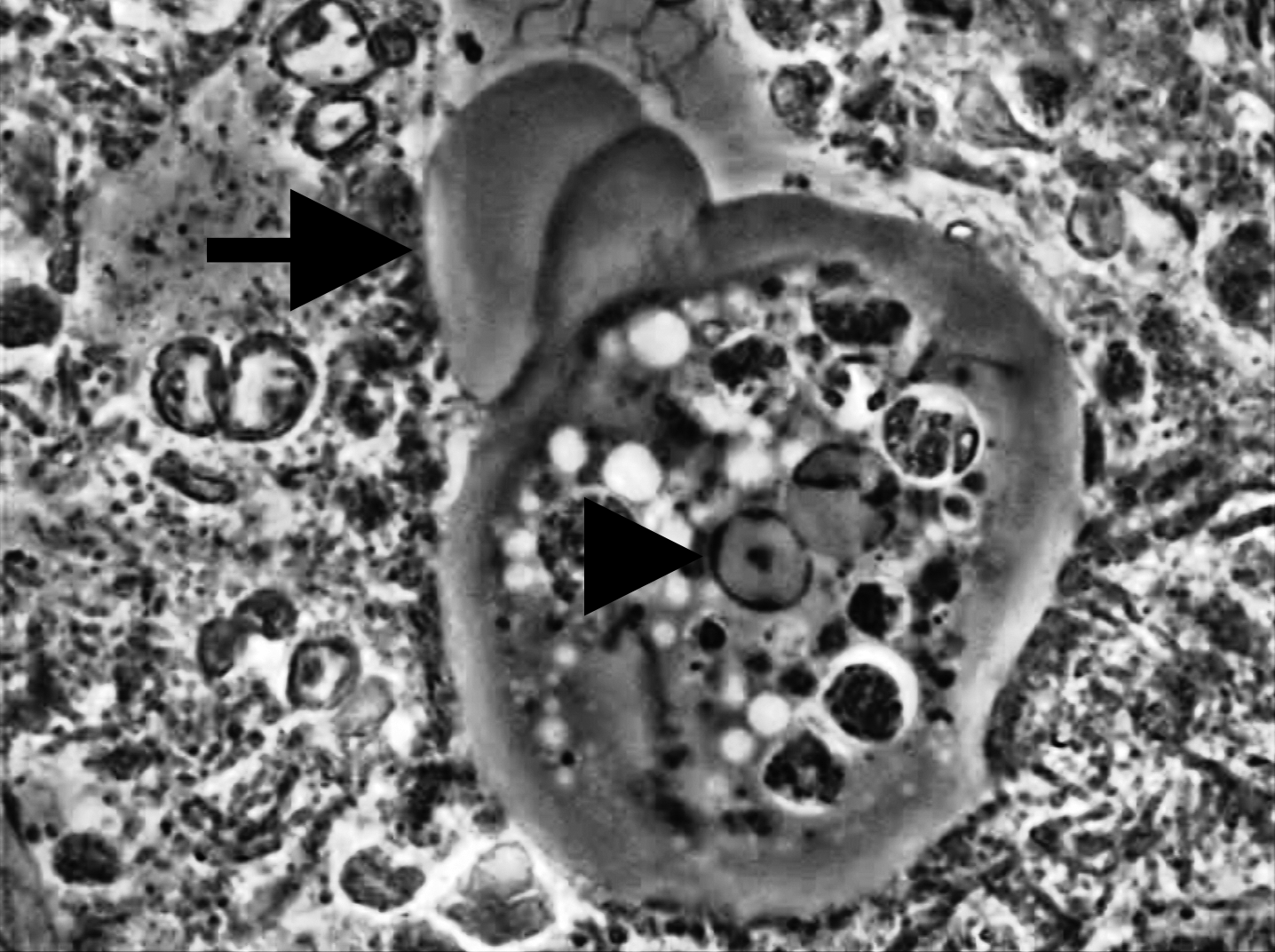
Entamoeba gingivalis un des parasites responsables de la parodontite.
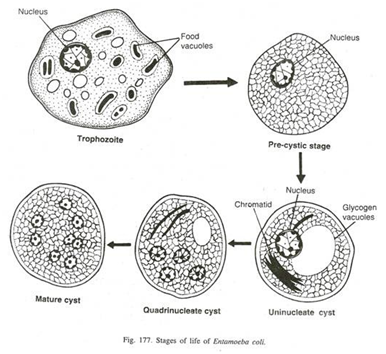
Stades de vie du parasite Entamoeba coli.
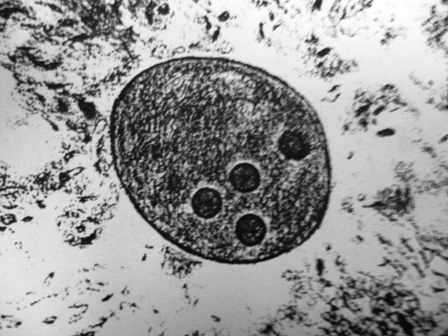
Trophozoïte de l'Entamoeba histolytica.
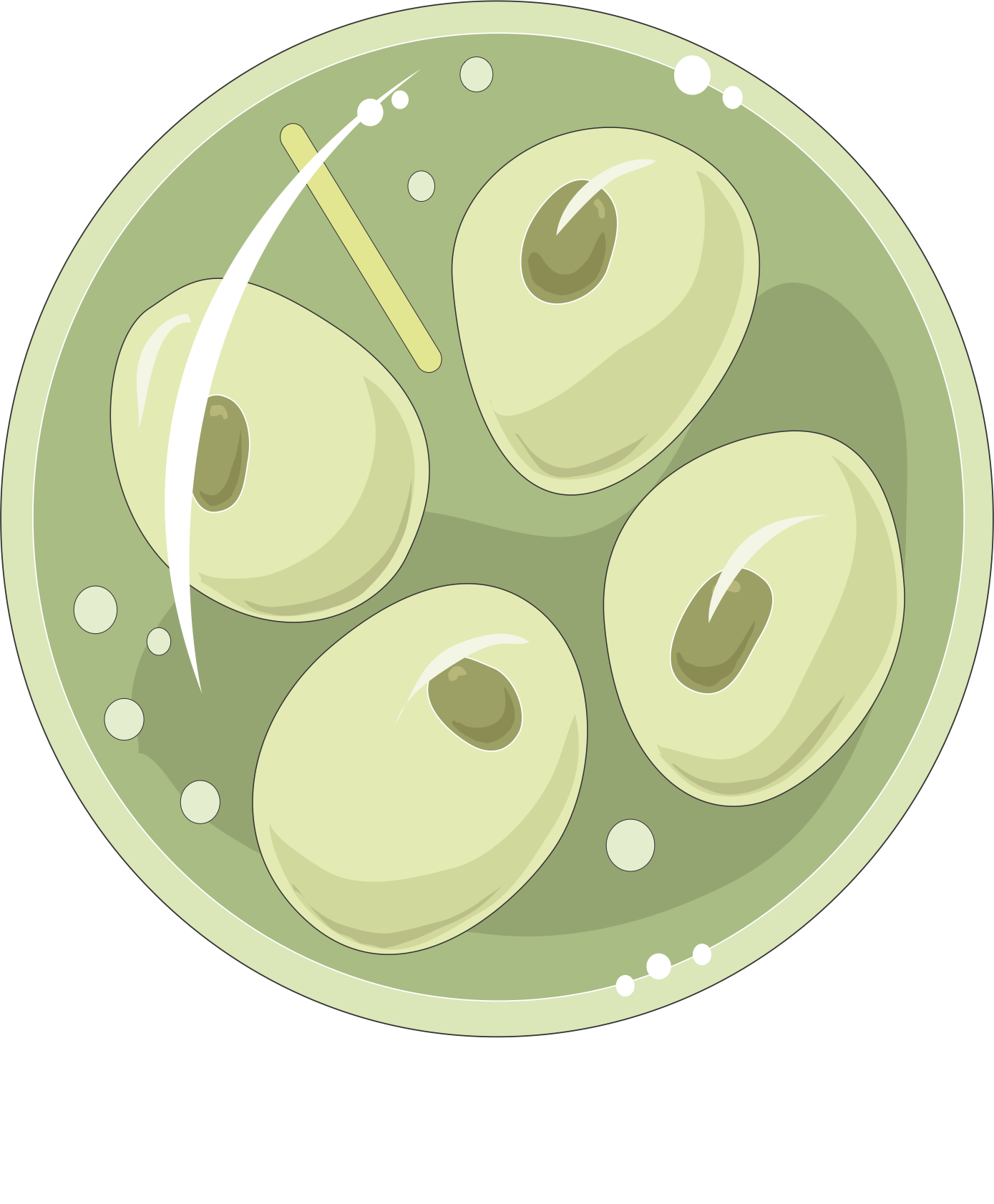
Kyste de l'Entamoeba minuta.
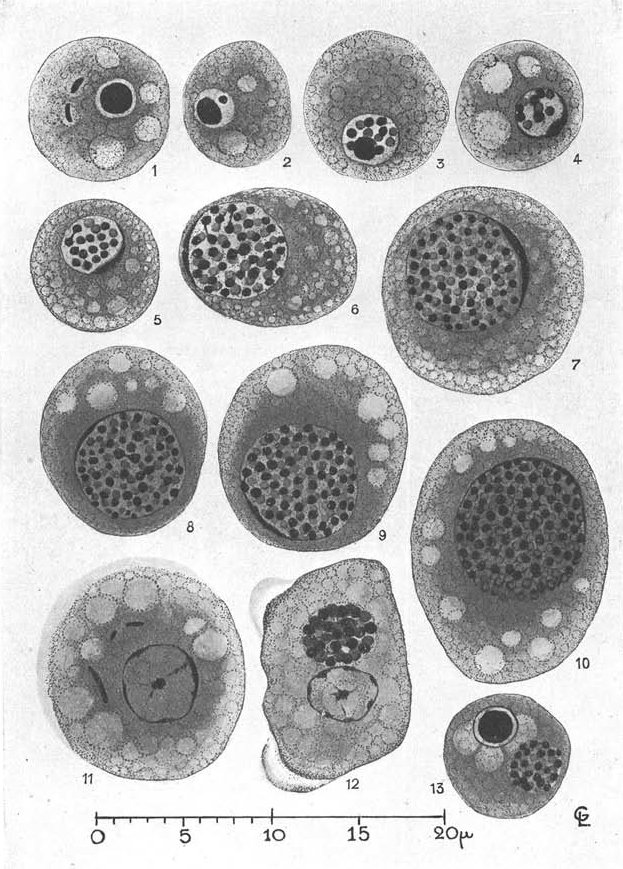
Endolimax nana.
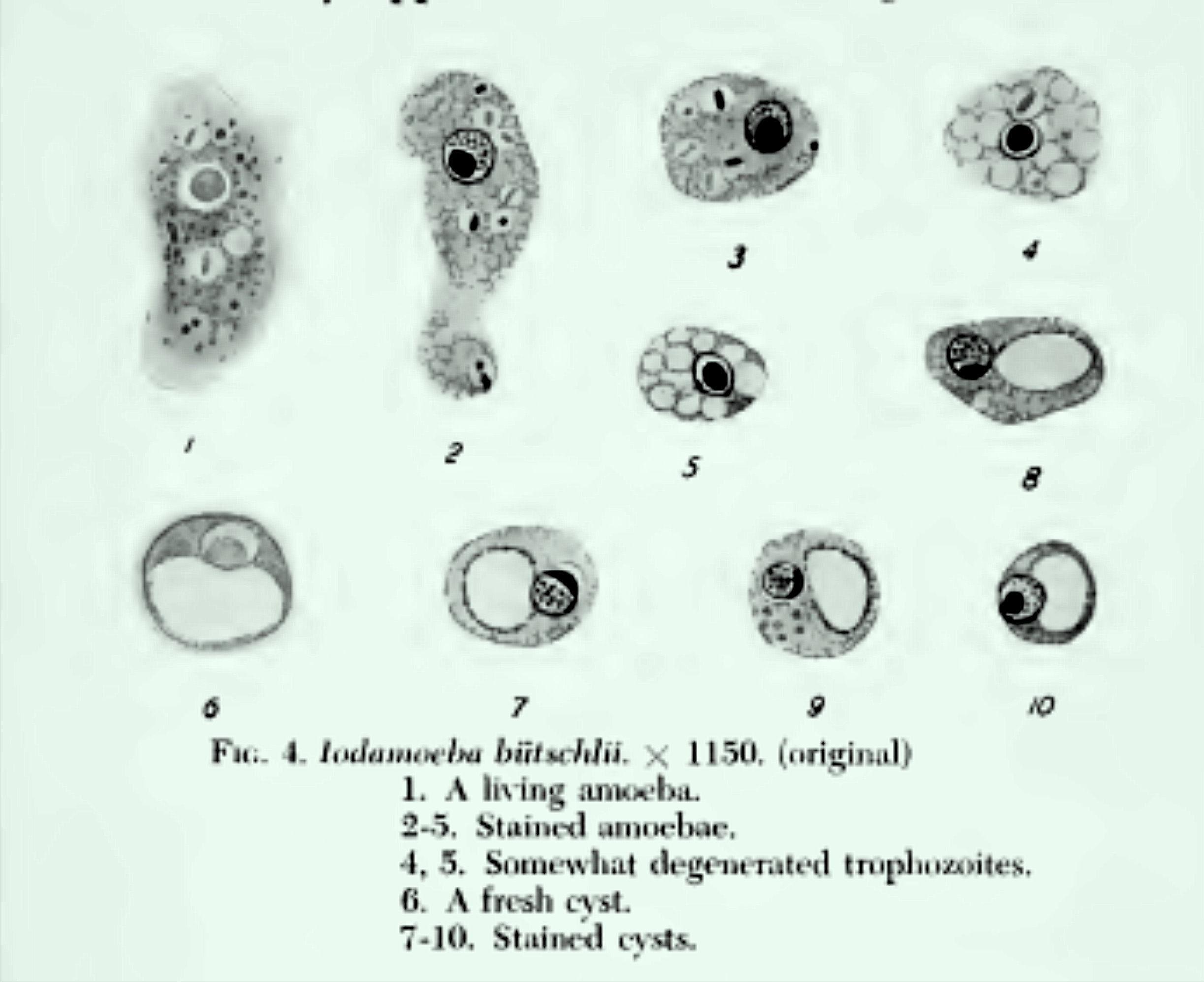
Iodamoeba bütschlii.

## Habitat
Les Endolimacidae sont des commensaux intestinaux. L'espèce Entamoeba gingivalis vit dans la bouche étant un des parasites responsable de la parodontite.

## Liste des genres
Selon IRMNG (18 février 2025) :
- Endamoeba Leidy, 1879
  - Genre synonyme : Entamoeba Casagrandi & Barbagallo, 1895
- Endolimax Kuenen & Swellengrebel, 1917 : genre type
- Iodamoeba Iodamoeba Dobell, 1919

## Systématique
Le nom valide de ce taxon est Endolimacidae Cavalier-Smith dans Cavalier-Smith et al., 2004.

## Publication originale
- (en) T. Cavalier-Smith, EEY Chao et B. Oates, « Molecular phylogeny of Amoebozoa and the evolutionary significance of the unikont Phalansterium », European Journal of Protistology, vol. 40, no 1,‎ 2004, p. 21-48 + 8 fig. (ISSN 0932-4739, lire en ligne [PDF], consulté le 19 février 2025).